# 31-й танковий корпус (СРСР)
31-й та́нковий ко́рпус — оперативно-тактичне військове об'єднання в складі ЗС СРСР періоду Другої Світової війни.
Сформований 28 травня 1943 року напередодні битви на Курській дузі. Корпус включав 100-ту, 242-гу і 237-му танкові бригади, 367-й гвардійський тяжкий самохідний артилерійський полк. Бойове хрещення корпус отримав 6 липня 1943 року прі проведенні оборонної операції на Обоянинському напрямку в ході битві на Курській дузі.
Серед операцій, у яких брав участь корпус, можна зазначити битву на Курській дузі, Корсунь-Шевченківську, Львівсько-Сандомирську, Східно-Карпатську, Вісло-Одерську, Нижньо і Верхньо-Силезьку, Моравсько-Остравську, а також визволення міст і сіл східної і західної України, Польщі, Чехословаччини, таких як Харків, Вінниця, Сандомир, Бреслау, Оломоуц, Прага.
За форсування ріки Вісла військова частина отримала почесне найменування «Вісленська», за опанування німецькою фортецею Бреслау нагороджена орденом Червоного Прапору, за захоплення міста Гінденбург — орденом Суворова II ступеня, а за місто Ратибор — орденом Кутузова II ступеня.
Під час Холодної війни переформований на танкову дивізію.

## Історія

### Початок формування
Корпус почав формуватись в березні 1943 року 50-60 км південно-східніше міста Обоянь під Курськом на базі 100-ї танкової бригади та чотирьох окремих танкових полків (7-й, 62-й, 63-й, 64-й), які були перетворені в 237-му та 242-гу танкові бригади. Формування проходило в тиловій полосі оборони 6-ї гвардійської армії Воронезького фронту. Від самого початку створення корпус входив до складу 1-ї танкової армії.
Всього в корпусі нараховувалось 196 танків, з них 155 — Т-34. До кінця червня 1943 року корпус в цілому закінчив формування, хоча в його складі були відсутні мотострілецька бригада й частини артилерії. Вже в ході боїв 10 липня корпусу надано 753-й винищувальний протитанковий артилерійський дивізіон.

### Курська битва
4 липня 1943 року на південному фасі Курської дуги німецькі війська атакували позиції 6-ї гвардійської армії. 31-й танковий корпус отримав наказ в ніч на 6 липня потай від ворога зайняти другу лінію оборони 6-ї гвардійської армії на рубежі Студенок, Івня, Орловка, перегородити ворогу шлях на Обоянь й бути готовими завдати контрудару в напрямку на Томаровку. Здійснивши нічний 40-кілометровий марш-кидок, бригади корпусу вийшли в задані райони.
На кінець дня 6 липня німецькі танкові дивізії прорвали фронт на вузькій ділянці й стали просуватись на північ і північний схід. На ранок 7 липня прорив сягнув 15 км по фронту. Створилась загроза виходу ворожих військ на Обоянь. В цій обстановці, здійснивши форсований марш, 31-й танковий корпус на ранок 7 липня вийшов в район Тетеревино й вступив у зустрічний бій з ворогом. Протягом боїв 7-8 липня воїни корпусу знищили 85 німецьких танків, в тому числі 14 «Тигрів», сам при цьому втратив 42 танки.
Після важких боїв 14 липня німці перейшли до оборони, а до 23 липня відкинуті на позиції, з яких починали наступ. Операція «Цитадель» провалилась. За цей період корпусом було знищено 3780 солдатів і офіцерів, 185 танків і штурмових гармат, 63 польових гармати, 60 бронетранспортерів з піхотою, 75 автомобілів з вантажами.
18 липня корпус, здавши бойові ділянки стрілецьким підрозділам, був виведений з бою для відновлення сил.

### Операція «Полководець Румянцев»
Вранці 3 серпня 1943 року, після потужної артпідготовки, піхота 32-го гвардійського стрілецького корпусу, а за ними танки 6-го танкового і 3-го механізованого корпусів пішли в атаку на німецькі позиції . По обіді бійці 13-ї гвардійської стрілецької дивізії прорвали першу і другу лінії оборони ворога.
31-й танковий корпус переправився через Ворсклу й на світанку 4 серпня вийшов на рубіж вводу — до сел Пушкарне і Стрілецьке. Йому було поставлено завдання знищити томаровське угруповання ворога. Після авіаційного нальоту радянської авіації, о 2-й годині ночі 6 серпня передові загони корпусу пішли в атаку. Опівдні 6 серпня головні сили корпусу (237-ма і 242-га танкові бригади) поблизу Борисівки вступили в танковий бій з супротивником. Втративши понад 10 машин, ворог відступив.
8 серпня, після майже дводобових дощів, здійснивши нічний марш, корпус атакував противника й з ходу оволодів Сковородинівкою.
9 та 10 серпня корпус вів важкі бої з танковими підрозділами дивізії СС «Райх».
На ранок 11 серпня корпус вийшов у район Семенів Яр, Кияни, перебуваючи в другій лінії. Проте головні сили 1-ї танкової армії (6-й танковий і 3-й механізований корпуси), що форсували річку Сухий Мерчик і перерізали залізницю Харків — Полтава, не змогли втримати позиції і відійшли. Завдання відновити становище було покладено на 31-й танковий корпус.
У період з 3 серпня по 5 вересня 1943 року корпус з боями пройшов понад 200 км, знищивши при цьому 7400 вояків ворога. 116 танків, 88 гармат, 7 радіостанцій, 5 залізничних ешелонів і збивши 6 літаків.

### На Правобережній Україні
9 вересня 1943 року корпус виведено в резерв Ставки ВГК північно-східніше міста Суми. 22 жовтня відбулась заміна командира корпусу та начальника штаба.
Розпорядженням командуючого БТіМ військами РСЧА від 1 січня 1944 року корпус включено до складу 1-го Українського фронту. Поставлено бойову задачу: залізницею переправитись в район Козятина. У складі військ 1-ї танкової армії, бригади корпуса брали участь по зриву намагань противника деблокувати оточене угруповання під Корсунь-Шевченківським. При цьому було знищено 253 танки, 156 гармат, 244 автомобілі, 34 бронетранспортери, 8470 солдат і офіцерів, збито 18 ворожих літаків.
6 березня 1944 року корпус виведено зі складу 1-ї танкової армії й відведено в район Ізяслава, в резерв 1-го Українського фронту. В першій половині квітня 1944 року 31-й танковий корпус включено до складу 2-ї кінно-механізованої групи генерал-лейтенанта С. В. Соколова для участі в Львівсько-Сандомирській операції. 12 квітня корпус зосередився в районі Кременця. В травні до складу корпуса увійшли 1442-й легкий самохідно-артилерійський та 1885-й зенітно-артилерійський полки.
Протягом першої декади серпня 1944 року частини 31-го танкового корпусу своїм вогнем підтримували форсування Вісли піхотинцями 197-ї стрілецької дивізії в районі Аннополя, переправивши на західний берег частину танків. Проте навести надійну переправу не вдавалось.
10 серпня командуючий фронтом наказав перекинути 31-й танковий корпус на сандомирський плацдарм. Протягом наступних двох днів корпус здійснив 120-ти кілометровий марш від Аннополя і на вечір 12 серпня зосередився в районі села Малий Климонтув.
На ранок 13 серпня корпус, увійшовши в оперативне підпорядкування командуючого 5-ю гвардійською армією, був переміщений в район Малої Олесниці. Після 20 серпня бої на сандомирському плацдармі почали вщухати, а від 30 серпня 5-та гвардійська армія перейшла до оборони, виставивши на танконебезпечних напрямках засади.
1 вересня корпус було виведено в резерв і розміщено в лісах поблизу міста Сташув. На цей час в корпусі залишилось 29 танків і 19 самохідних установок.

### В Карпатах
В ніч на 16 вересня 1944 року 31-й танковий корпус було піднято по тривозі. Почалось перекидання корпусу в передгір'я Карпат, для допомоги збройному повстанню, що спалахнуло в Словаччині.
Вранці 18 вересня частини корпуса почали наступ в напрямку Завадки-Римановської. Форсувавши річку Віслок, танкісти вийшли на західний берег. Протягом наступних днів, діючи спільно з частинами 67-го стрілецького корпусу та 2-ї чехословацької повітряно-десантної бригади, було прорвано головну полосу оборони гітлерівців і створено гарні умови для удару у фланг і тил дуклинського угруповання ворога.
Вранці 20 вересня 31-й танковий корпус у взаємодії з 4-м гвардійським танковим корпусом, розвиваючи успіх, продовжив наступ у південному та південно-західному напрямку з метою оточення дуклинського угруповання противника.
Після важких боїв, на ранок 3 жовтня бригади корпуса перейшли хребет, заглибились на 5 км на територію Чехословаччини й оволоділи селом Вишня Писана.
2 грудня 1944 року корпус отримав нове завдання й маршем відбув в район бойових дій.

### В Польщі
5 грудня 1944 року 31-й танковий корпус повернувся на сандомирський плацдарм для участі в Сандомирсько-Сілезькій фронтовій операції.
12 січня 1945 року після короткочасної потужної артпідготовки радянські війська пішли у наступ. Діючи спільно зі стрілецькими підрозділами 14-ї гвардійської стрілецької та 9-ї гвардійської повітряно-десантної дивізій, бригади 31-го танкового корпуса форсували річку Ніда й розвинули наступ в напрямку Водзислав и Гневенцин.
28 січня 1945 року корпус після важких двотижневих боїв було виведено з бою, проте вже 1 лютого отримано новий бойовий наказ і в ніч на 3 лютого, здійснивши 100-км марш, бригади корпуса вийшли на рубіж Альт-Папелау, Альт-Шальнендорф, Рутенау.
Наступ почався вранці 4 лютого. Прорвавши оборону противника, корпус розвинув наступ і 5 лютого досяг Лоссена, Гротткау (Гродкув), Нейсе (Ниса). 26 лютого корпус виведено в резерв фронту. Протягом наступних двох тижнів бійці відпочивали, доукомплектовувались і поповнювали матчастину.
22 березня, після артпідготовки, 31-й танковий корпус, у взаємодії з 28-м стрілецьким корпусом, перейшов у наступ і на ранок 31 березня повністю оволодів містом Ратибор.
На початку квітня корпус було виведено зі складу 1-го Українського фронту в резерв для відпочинку і поповнення.

### У Чехословаччині
Для проведення Моравсько-Остравської наступальної операції 31-й танковий корпус було включено до складу 4-го Українського фронту.
Наступ розпочався вранці 15 квітня 1945 року. 21 квітня, після масованої артпідготовки, воїни 28-го стрілецького та 31-го танкового корпусів пішли на штурм Опави. В цих боях корпус поніс значні втрати, в строю залишилось лише 6 справних танків. Тому 23 квітня рештки танкових бригад корпусу виведено з бою, а 65-та мотострілецька бригада продовжувала воювати в складі 60-ї армії.
3 травня 1945 року 60-та армія з 31-м танковим корпусом вийшла на ближні підступи до міста Оломоуц. Під кінець дня 5 травня радянські війська увірвались до північно-східної частини міста, в ході боїв оточила вороже угруповання, змусивши їх капітулювати. 8 травня 1945 року Оломоуц було взято.
В нічному бою 8 травня було розбито колону фашистів, форсувавши річку Сітка, танкісти прямували до Праги. На світанку 9 травня група розвідників увірвалась до міста Подєбради, захопила міст через річку Лаба. До Праги залишалось 45 км!
На початку липня 1945 року корпус розпочав свій марш на Батьківщину.
Під час Холодної війни переформований на танкову дивізію.

## В складі діючої армії
- з 28 травня 1943 року по 10 вересня 1943 року;
- з 5 січня 1944 року по 11 травня 1945 року;

## Склад корпусу
- Управління корпусу;
- 100-та танкова бригада;
- 237-ма танкова бригада;
- 242-га танкова бригада;
- 65-та мотострілецька бригада (II формування);
- Корпусні частини:
  - 692-й окремий батальйон зв'язку (з 15.06.1943);
  - 145-й окремий саперний батальйон (з 17.06.1943);
  - 143-тя окрема рота хімічного захисту (з 09.07.1943);
  - 11-та окрема автотранспортна рота підвозу ПММ (з 13.06.1943);
  - 384-та окрема автотранспортна рота підвозу ПММ (з 05.01.1944);
  - 210-та рухома танкоремонтна база (з 30.06.1943);
  - 319-та рухома авторемонтна база (з 05.01.1944);
  - авіаланка зв'язку (з 05.01.1944);
  - 33-й польовий автохлібозавод (з 17.06.1943);
  - 1945-та польова каса Держбанку (з 01.01.1944);
  - 2842-га воєнно-поштова станція (з 05.01.1944).

Крім того, в різний час до складу корпусу входили:
- 367-й гвардійський самохідно-артилерійський полк;
- 293-й гвардійський самохідно-артилерійський полк;
- 722-й самохідно-артилерійський полк;
- 1548-й самохідно-артилерійський полк;
- 1442-й самохідно-артилерійський полк;
- 269-й легкий артилерійський полк;
- 617-й мінометний полк;
- 1244-й винищувальний протитанковий артилерійський полк;
- 396-й зенітно-артилерійський полк;
- 1885-й зенітно-артилерійський полк;
- 98-й мотоциклетний батальйон;
- 201-й гвардійський мінометний дивізіон.

## Командування корпусу

### Командир
- генерал-майор т/в Чернієнко Дмитро Хрисанфович (з 29.05.1943 по 18.08.1943);
- полковник Жидков Петро Кирилович (з 19.08.1943 по 20.10.1943);
- генерал-майор т/в Григор'єв Василь Юхимович (з 22.10.1943 по 07.01.1945);
- генерал-майор т/в Кузнецов Григорій Гаврилович (з 08.01.1945 по 11.05.1945).

### Начальник штабу корпусу
- полковник Піменов Іван Романович (з 28.05.43 по 10.07.1943);
- підполковник Гандибін Володимр Іванович (з 10.07.1943 по 19.09.1943);
- полковник Ваганов Іван Семенович (до 08.10.1943);
- полковник, генерал-майор т/в Володін Микола Костянтинович (з 08.10.1943 по .06.1945).

## Нагороди і почесні звання
- «Вісленський» (наказ ВГК від 1 вересня 1944 року) — за відзнаку, виявлену при форсуванні Вісли і утримання сандомирського плацдарму.
- Орден Червоного Прапора.
- Орден Суворова II ступеня.
- Орден Кутузова II ступеня (наказ ВГК від 31 березня 1945 року) — за вмілі бойові дії при оволодінні містами Ратибор і Біскау.

## Герої корпусу
1. Анчугов Олександр Галактионович — старший лейтенант, командир танкової роти 1-го танкового батальйону 242-ї танкової бригади (Указ Президії ВР СРСР від 23.09.1944).
2. Ачкасов Анатолій Григорович — капітан, командир танкової роти 100-ї танкової бригади (Указ Президії ВР СРСР від 10.04.1945).
3. Богатов Микола Павлович — старшина, механік-водій танка Т-34 237-ї танкової бригади (Указ Президії ВР СРСР від 23.09.1944).
4. Волков Михайло Карпович — старшина, механік-водій танка 100-ї танкової бригади (Указ Президії ВР СРСР від 10.04.1945).
5. Гаркуша Яків Пилипович — лейтенант, командир танкового взводу 237-ї танкової бригади (Указ Президії ВР СРСР від 10.04.1945).
6. Колесников Михайло Петрович — старшина, механік-водій танка Т-34 2-го танкового батальйону 237-ї танкової бригади (Указ Президії ВР СРСР від 10.04.1945).
7. Нелюбов Василь Григорович — молодший лейтенант, командир танка 242-ї танкової бригади (Указ Президії ВР СРСР від 29.06.1945).
8. Павлов Олексій Дмитрович — лейтенант, командир батареї 1442-го самохідного артилерійського полку (Указ Президії ВР СРСР від 23.09.1944).
9. Петров Михайло Захарович — лейтенант, командир танкової роти 237-ї танкової бригади (Указ Президії ВР СРСР від 23.09.1944).
10. Райков Анатолій Іванович — молодший лейтенант, командир танка Т-34 237-ї танкової бригади (Указ Президії ВР СРСР від 10.04.1945).
11. Трембач Костянтин Григорович — старший сержант, механік-водій танка 100-ї танкової бригади (Указ Президії ВР СРСР від 10.04.1945).
12. Фурсов Микола Дмитрович — лейтенант, командир танкового взводу 237-ї танкової бригади (Указ Президії ВР СРСР від 10.04.1945).